# Saropogon pritchardi
Saropogon pritchardi är en tvåvingeart som beskrevs av Stanley Willard Bromley 1934. Saropogon pritchardi ingår i släktet Saropogon och familjen rovflugor. Inga underarter finns listade i Catalogue of Life.